# Linum mysorense
Linum mysorense är en linväxtart som beskrevs av Heyne och Nathaniel Wallich. Linum mysorense ingår i släktet linsläktet, och familjen linväxter. Inga underarter finns listade i Catalogue of Life.

## Bildgalleri

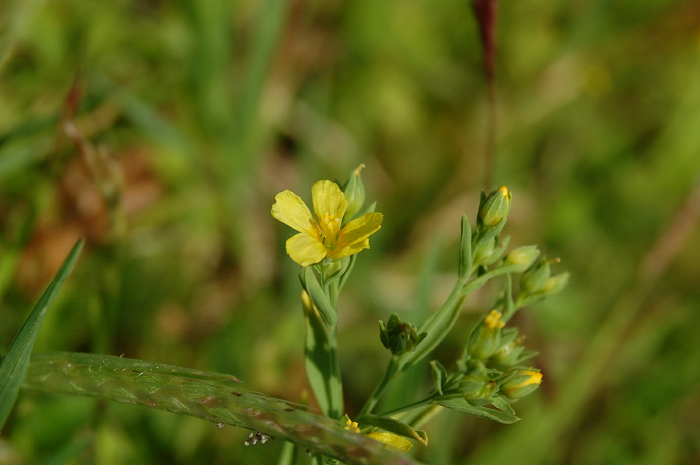